# Toni Attenberger
Toni Attenberger (* 26. Januar 1882 in München; † 19. Dezember 1949 ebenda) war ein deutscher Filmregisseur, Filmproduzent, Drehbuchautor, Journalist und Schriftsteller.

## Leben
Der Bruder des Kameramanns Karl Attenberger arbeitete zwischen 1899 und 1903 als Volontär bei einer Zeitung, Redaktionsgehilfe sowie als Reporter in München, Wien, Zürich und London. Von 1904 bis 1909 führten ihn ausgedehnte Reisen nach Amerika, Afrika und durch Europa. In dieser Zeit arbeitete er als Reiseberichterstatter. Außerdem wirkte er zeitweise als Verlagsschriftleiter beim Berliner Verlag Harmonia.
Zum Film stieß Toni Attenberger 1909 als Regisseur und Autor. Von 1914 bis 1916 diente er im Krieg, 1917 gründete er die Münchner Produktionsfirma Cabinetfilm Toni Attenberger, mit der er u. a. Spiel- und Expeditions- bzw. Tierfilme in Afrika und Amerika herstellte, und die Admiralfilm GmbH (1917–1920). 1921 war er Mitgründer der Jugendfilm GmbH und beteiligte sich im August 1923 als Aktionär an der Gründung der Jugend- und Kulturfilm-Verwertungs-Aktiengesellschaft, bei der er zunächst Mitglied des Aufsichtsrats war. Später leitete er die AG, die 1931 ihren Firmensitz nach Berlin verlegte, als Vorstand.
Zwischen 1919 und 1924 will er laut eigener Aussage 103 Spielfilme hergestellt haben. Zu dieser Zeit war Attenberger auch 1. Vorsitzender und Gründer des Wirtschaftsverbandes Bayerischer Filmhersteller.
1924 verließ Attenberger den Bereich des klassischen Spielfilms und begann Tierfilm-Dokumentationen herzustellen. Von 1930 bis 1936 betrieb er die Große Kulturfilm-Produktion, die 1936 in Konkurs ging. Daraufhin begab sich Toni Attenberger auf Vortragsreisen im Rahmen des Deutschen Volksbildungswerkes.
Schließlich wechselte er zur Schriftstellerei. Auch dort blieb Attenberger thematisch Flora und Fauna verbunden. Sein erstes Buch Der lachende Pudel erschien 1939. Im Jahr darauf folgte mit Der endlose Wald die nächste Veröffentlichung. Seine letzte Veröffentlichung war das Kinderbuch Mi-Ur – der Tiger, veröffentlicht 1942 von der Breidenstein Verlagsgesellschafft und dann 1948 im Umschau Verlag.

## Filmografie

### Regie
- 1917: Der Rubin des Maharadscha
- 1917: Der Ring des Todes (auch Drehbuch)
- 1917: Bertram in Nöten
- 1918: Die Stadt ohne Lachen (auch Drehbuch)
- 1918: Die Vision der Gräfin Caroly
- 1918: Johannisnacht
- 1919: Das Mädel aus Japan
- 1919: Desperados (auch Drehbuch)
- 1919: Bergschrecken
- 1919: Die Frau auf der Schildkröte
- 1920: Die Brigantin von Costiliza (auch Drehbuch)
- 1920: Die Schmiede des Grauens
- 1920: Der Mann an der Kette
- 1920: Durch alle Höllen
- 1920: Dr. Steffens’ seltsamster Fall (auch Drehbuch)
- 1920: Vertauschtes Leben
- 1921: Das Geheimnis der Bettler (auch Drehbuch)
- 1921: Der rote Schatten (auch Drehbuch)
- 1922/23: Die Schneerose (Kurzfilm)
- 1927: Hirschwild im Winter (Kurzdokumentarfilm)
- 1934: Blaufuchs, der Schrecken des Kilimandscharo (Kurzfilm)
- 1934: Hilfe, ich erbe (Kurzfilm)
- 1938: Tiere in Gefahr (Dokumentarfilm)

### Produktion
(von Spielfilmen, ab 1922 von [Kurz-]Dokumentarfilmen)
- 1919: Die Frau auf der Schildkröte
- 1920: Die Schmiede des Grauens
- 1920: Der Mann an der Kette
- 1920: Durch alle Höllen
- 1920: Dr. Steffens’ seltsamster Fall
- 1920: Vertauschtes Leben
- 1921: Das Geheimnis der Bettler
- 1921: Der rote Schatten
- 1922: Augsburg im Film
- 1924: Wild und Mensch im Gebirgsschnee
- 1924: Gefahren der Großstadt-Straße (Langspielfilm)
- 1925: Straßenbahn und Verkehr
- 1925: Milchversorgung einer Großstadt
- 1926: Großstadt und Milchwirtschaft
- 1926/27: Rettung in letzter Minute
- 1927: Wildfütterung im Hochgebirge
- 1927: Sonne und Schnee
- 1927: Säuglingsernährung
- 1927: Im Reiche der Gemse
- 1927: Hirschwild im Winter
- 1927: Der weiße Strom
- 1928: Wasser, Stein und Eisen
- 1928: Tierstudien
- 1928: Tiere in Gefangenschaft
- 1928: Wasser, Stein und Eisen
- 1928: Sportfischen im Süßwasser
- 1928: Der Blindenhund
- 1928: Ein Tag in einer Hundeschule
- 1929: Rund um den Kaiserdom
- 1929: Polartiere im Zoo
- 1929: Wanderung im Zillertal
- 1929: In der Ramsau
- 1929: Land und Leute im Inntal
- 1929: Herbst am Kesselberg
- 1929: Land und Leute am Main
- 1929: Großkatzen
- 1929: Gletscher im Hochgebirge
- 1930: Winter auf der Zugspitze
- 1930: Winter im Wettersteingebirge
- 1930: Oberammergau vor der Passion
- 1930: Von Bozen nach Verona
- 1930: Rund um den Säugling
- 1930: Wildwasser im Frühling
- 1931: Raubtiere im Münchner Zoo
- 1931: Ostseefahrt im Herbst
- 1931: Hochland im Winter
- 1931: Hochlandsinfonie
- 1931: Jagd in Afrika
- 1932: Winter im Zoo
- 1932: Nymphenburger Porzellan
- 1932: Markt in Albanien
- 1932: Unbekanntes Europa
- 1932: Im Kaisergebirge
- 1932: Am Rande der Großstadt
- 1933: Eine Viertelstunde Großstadtstatistik
- 1934: Hilfe, ich erbe
- 1934: Feuerbeschau
- 1934: Blaufuchs, der Schrecken des Kilimandscharo
- 1936: In der Matrosenbar (von der NS-Zensur verboten)
- 1936: Spanischer Karneval (von der NS-Zensur verboten)
- 1943: Heimat und Dschungel, Freiheit und Gitter (Langfilm)